# Gouy (Seine-Maritime)
Pour les articles homonymes, voir Gouy.
Gouy est une commune française située dans le département de la Seine-Maritime en région Normandie.

## Géographie

### Localisation
Gouy fait partie de la Métropole Rouen Normandie.
| Saint-Étienne-du-Rouvray, Seine | Belbeuf                             | Saint-Aubin-Celloville |
| Oissel-sur-Seine, Seine         | Gouy                                |                        |
|                                 | Les Authieux-sur-le-Port-Saint-Ouen | Ymare                  |

### Hydrographie
La commune est située dans le bassin Seine-Normandie. Elle est drainée par la Seine, un bras de la Seine et divers autres petits cours d'eau,.
La Seine, qui prend sa source à Source-Seine, en Côte-d'Or, sur le plateau de Langres, traverse le département avec de larges méandres sur son flanc sud et se jette dans la Manche entre Le Havre et Honfleur. 
Un plan d'eau complète le réseau hydrographique : la mare du Moulin, d'une superficie totale de 0,1 ha (0,05 ha sur la commune),.

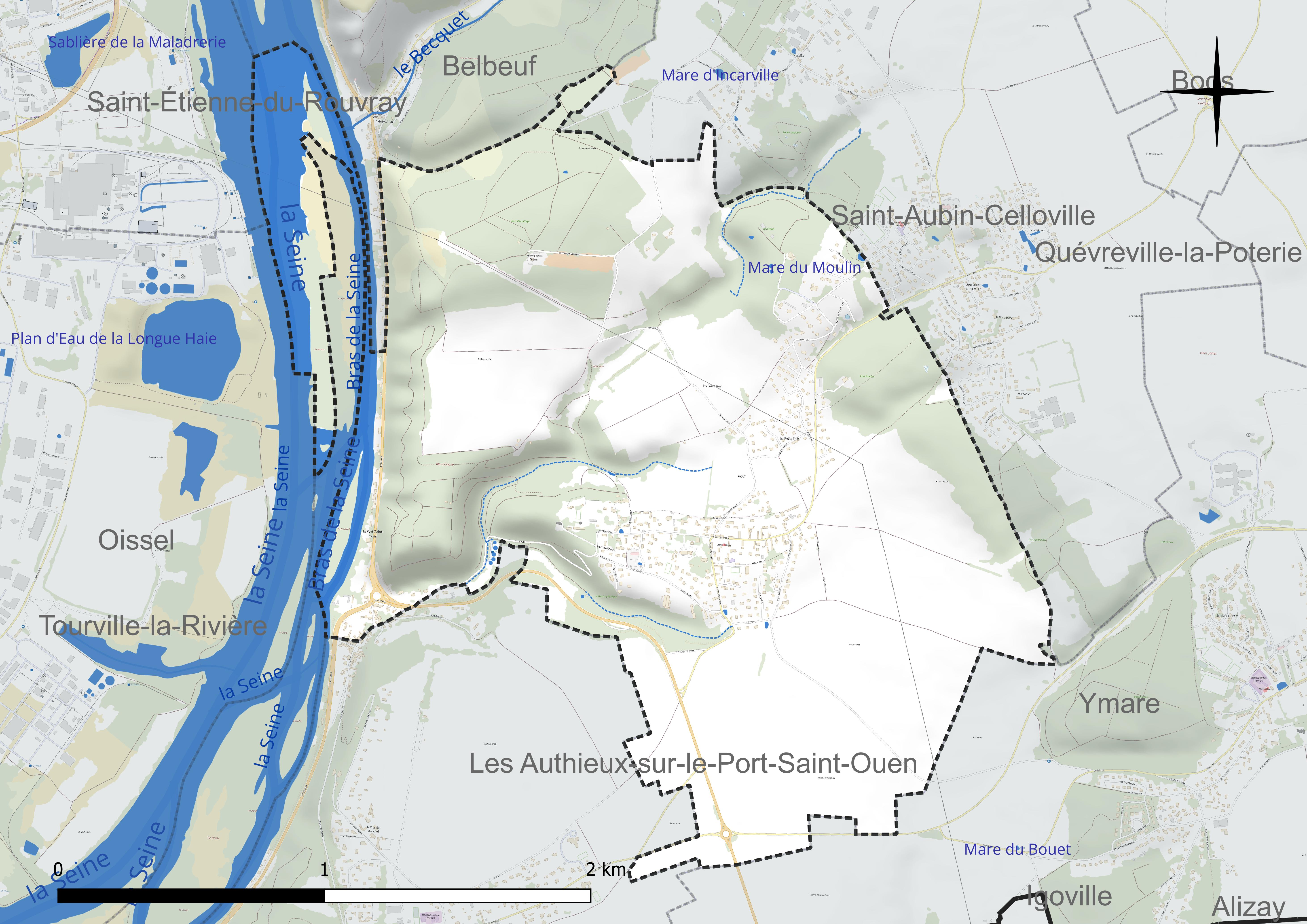
Réseau hydrographique de Gouy.

### Climat
Pour des articles plus généraux, voir Climat de la Normandie et Climat de la Seine-Maritime.
En 2010, le climat de la commune est de type climat océanique dégradé des plaines du Centre et du Nord, selon une étude du CNRS s'appuyant sur une série de données couvrant la période 1971-2000. En 2020, Météo-France publie une typologie des climats de la France métropolitaine dans laquelle la commune est exposée à un climat océanique et est dans la région climatique Côtes de la Manche orientale, caractérisée par un faible ensoleillement (1 550 h/an) ; forte humidité de l’air (plus de 20 h/jour avec humidité relative > 80 % en hiver), vents forts fréquents. Parallèlement le GIEC normand, un groupe régional d’experts sur le climat, différencie quant à lui, dans une étude de 2020, trois grands types de climats pour la région Normandie, nuancés à une échelle plus fine par les facteurs géographiques locaux. La commune est, selon ce zonage, exposée à un « climat contrasté des collines », correspondant au Pays d’Auge, Lieuvin et Roumois, moins directement soumis aux flux océaniques et connaissant toutefois des précipitations assez marquées en raison des reliefs collinaires qui favorisent leur formation.
Pour la période 1971-2000, la température annuelle moyenne est de 10,6 °C, avec une amplitude thermique annuelle de 13,5 °C. Le cumul annuel moyen de précipitations est de 788 mm, avec 12,4 jours de précipitations en janvier et 8,4 jours en juillet. Pour la période 1991-2020, la température moyenne annuelle observée sur la station météorologique la plus proche, située sur la commune de Boos à 6 km à vol d'oiseau, est de 10,9 °C et le cumul annuel moyen de précipitations est de 847,5 mm,. Pour l'avenir, les paramètres climatiques de la commune estimés pour 2050 selon différents scénarios d’émission de gaz à effet de serre sont consultables sur un site dédié publié par Météo-France en novembre 2022.

## Urbanisme

### Typologie
Au 1er janvier 2024, Gouy est catégorisée bourg rural, selon la nouvelle grille communale de densité à sept niveaux définie par l'Insee en 2022.
Elle est située hors unité urbaine. Par ailleurs la commune fait partie de l'aire d'attraction de Rouen, dont elle est une commune de la couronne,. Cette aire, qui regroupe 317 communes, est catégorisée dans les aires de 200 000 à moins de 700 000 habitants,.

### Occupation des sols
L'occupation des sols de la commune, telle qu'elle ressort de la base de données européenne d’occupation biophysique des sols Corine Land Cover (CLC), est marquée par l'importance des territoires agricoles (46,3 % en 2018), une proportion sensiblement équivalente à celle de 1990 (46,7 %). La répartition détaillée en 2018 est la suivante : 
forêts (35,5 %), terres arables (35,3 %), prairies (11,1 %), zones urbanisées (9,2 %), eaux continentales (9 %). L'évolution de l’occupation des sols de la commune et de ses infrastructures peut être observée sur les différentes représentations cartographiques du territoire : la carte de Cassini (XVIIIe siècle), la carte d'état-major (1820-1866) et les cartes ou photos aériennes de l'IGN pour la période actuelle (1950 à aujourd'hui).

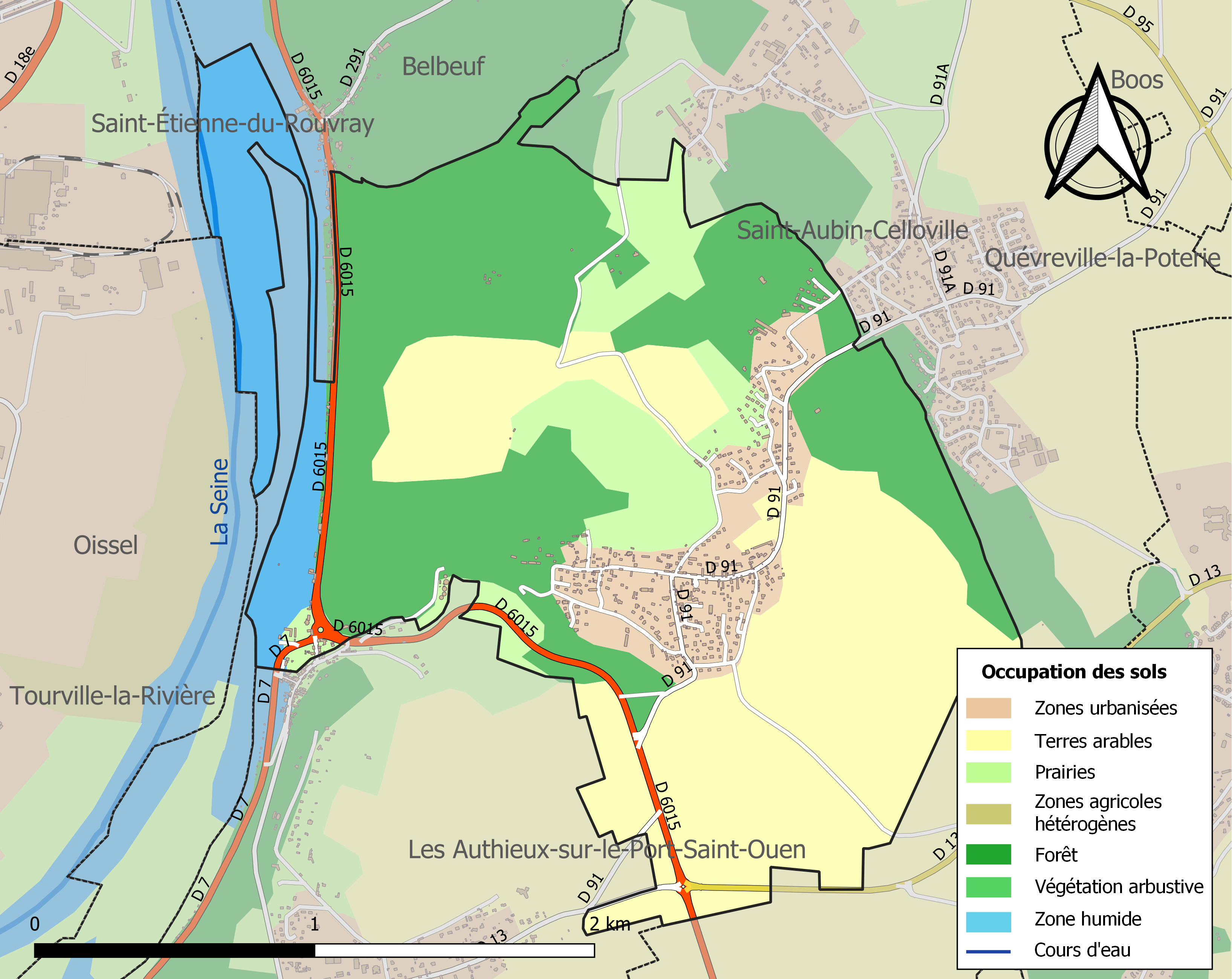
Carte des infrastructures et de l'occupation des sols de la commune en 2018 (CLC).

### Habitat et logement
En 2018, le nombre total de logements dans la commune était de 370, alors qu'il était de 320 en 2013 et de 310 en 2008.
Parmi ces logements, 92,9 % étaient des résidences principales, 1,1 % des résidences secondaires et 6 % des logements vacants. Ces logements étaient pour 95,4 % d'entre eux des maisons individuelles et pour 4,3 % des appartements.
Le tableau ci-dessous présente la typologie des logements à Gouy en 2018 en comparaison avec celle de la Seine-Maritime et de la France entière. Une caractéristique marquante du parc de logements est ainsi une proportion de résidences secondaires et logements occasionnels (1,1 %) inférieure à celle du département (3,9 %) mais supérieure à celle de la France entière (9,7 %). Concernant le statut d'occupation de ces logements, 90,3 % des habitants de la commune sont propriétaires de leur logement (91 % en 2013), contre 53 % pour la Seine-Maritime et 57,5 pour la France entière.
| Typologie                                               | Gouy | Seine-Maritime | France entière |
| ------------------------------------------------------- | ---- | -------------- | -------------- |
| Résidences principales (en %)                           | 92,9 | 88             | 82,1           |
| Résidences secondaires et logements occasionnels (en %) | 1,1  | 3,9            | 9,7            |
| Logements vacants (en %)                                | 6    | 8,1            | 8,2            |

### Voies de communication et transports
Gouy est desservi au point de vue routier par les départementales 7 et 6105 (D 7 et D 6105).

## Toponymie
Le nom de la localité est mentionné sous la forme latinisée Goiacus en 1025.
Gouy est un type toponymique fréquent de l'ancienne Gaule. En effet, c'est la forme normanno-picarde du bien connu Jouy, quant à lui typique du français central. Plus à l'ouest, y compris en Normandie méridionale, on rencontre la forme Joué et dans le Sud de la France les formes Gaugeac ou Gaujac. Ils se rencontrent dans les documents médiévaux sous diverses formes Gaudiacum, Gaudiacus, etc.
Ce toponyme remonte au gallo-roman GAUDIACU, basé sur le nom de personne chrétien Gaudius « le bienheureux » (issu de gaudium / gaudia > joie) et le suffixe de localisation et de propriété -acum.

## Histoire
Gouy est un lieu de peuplement extrêmement ancien puisqu'on y a retrouvé une grotte pariétale datée du Magdalénien, (fin de la glaciation de Würm, Dryas II, peut-être, voire Azilien, 10 000 à 12 000 ans). Ces vestiges exceptionnelles se composent de gravures sur support calcaire,, extrêmement bien conservées, (malgré la destruction partielle de la grotte lors de travaux en 1935 sans pour autant être découverte tout de suite ; elle ne le fut vraiment qu'en 1956), de traces de peintures et de quelques silex taillés (pointes aziléennes au sens large).
On a notamment découvert un cheval gravé par Homo sapiens vieux de 12 000 ans, sur une des parois de la grotte et un mustélidé gravé sur un bloc calcaire. Ce serait la plus septentrionale et dernière manifestation de l'art rupestre en Normandie avant sa diffusion en Angleterre.

## Politique et administration
| Période                                  | Période                       | Identité             | Étiquette | Qualité                                                                                 |
| ---------------------------------------- | ----------------------------- | -------------------- | --------- | --------------------------------------------------------------------------------------- |
| Les données manquantes sont à compléter. |                               |                      |           |                                                                                         |
| 1790                                     | 1792                          | Louis Dantan         |           |                                                                                         |
| 1792                                     | 1796                          | Hubert Chemin        |           |                                                                                         |
| 1796                                     | 1801                          | Louis Dantan         |           |                                                                                         |
| 1801                                     | 1815                          | Pierre Maugendre     |           |                                                                                         |
| 1815                                     | 1830                          | Joseph Lavenu        |           |                                                                                         |
| 1830                                     | Avril 1848                    | Ambroise Hardy       |           |                                                                                         |
| Avril 1848                               | Aoüt 1848                     | Victor Prudhomme     |           |                                                                                         |
| Aoüt 1848                                | 1858                          | Ambroise Hardy       |           |                                                                                         |
| 1858                                     | 1861                          | Philippe Delabarre   |           |                                                                                         |
| 1861                                     | Février 1862                  | Adolphe Lanne        |           |                                                                                         |
| Février 1862                             | Août 1862                     | Jules Lavenu         |           |                                                                                         |
| Août 1862                                | 1865                          | Adolphe Braye        |           |                                                                                         |
| 1865                                     | 1869                          | Adolphe Lanne        |           |                                                                                         |
| 1869                                     | 1878                          | Adolphe Hardy        |           |                                                                                         |
| 1878                                     | 1879                          | Victor Jourdain      |           |                                                                                         |
| 1879                                     | 1900                          | Auguste Labarre      |           |                                                                                         |
| 1900                                     | 1903                          | Charles Leloup       |           |                                                                                         |
| 1903                                     | 1904                          | Alfred Travers       |           |                                                                                         |
| 1904                                     | 1918                          | Gustave Debarre      |           |                                                                                         |
| 1918                                     | 1919                          | Eugène Leroux        |           |                                                                                         |
| 1919                                     | février 1945                  | Édouard Jore         |           |                                                                                         |
| février 1945                             | mai 1945                      | Charles Gopois       |           |                                                                                         |
| mai 1945                                 | 1950                          | Georges Verneuil     |           |                                                                                         |
| 1950                                     | 1966                          | Albert Blin          |           |                                                                                         |
| 1966                                     | Mai 1974                      | Maurice Martin       |           |                                                                                         |
| mai 1974                                 | juillet 1974                  | René Bauchet         |           |                                                                                         |
| juillet 1974                             | 1983                          | Paulette Jeanne      |           |                                                                                         |
| 1983                                     | mars 2001                     | Marie-Claude Colonna |           |                                                                                         |
| mars 2001                                | En cours (au 2 décembre 2021) | Jean-Pierre Breugnot |           | Vice-président de la Métropole Rouen Normandie (2020 → ) Réélu pour le mandat 2020-2026 |

## Équipements et services publics

### Enseignement
- Le village de Gouy possède une école qui se nomme l'école Préhistoval. Elle est composée d'une classe de maternelle et de trois classes primaires[Quand ?][réf. nécessaire].

## Population et société

### Démographie
L'évolution du nombre d'habitants est connue à travers les recensements de la population effectués dans la commune depuis 1793. Pour les communes de moins de 10 000 habitants, une enquête de recensement portant sur toute la population est réalisée tous les cinq ans, les populations de référence des années intermédiaires étant quant à elles estimées par interpolation ou extrapolation. Pour la commune, le premier recensement exhaustif entrant dans le cadre du nouveau dispositif a été réalisé en 2005.

En 2022, la commune comptait 893 habitants, en évolution de +7,85 % par rapport à 2016 (Seine-Maritime : +0,35 %, France hors Mayotte : +2,11 %).
| 1793 | 1800 | 1806 | 1821 | 1831 | 1861 | 1876 | 1881 | 1886 |
| ---- | ---- | ---- | ---- | ---- | ---- | ---- | ---- | ---- |
| 387  | 380  | 450  | 491  | 402  | 345  | 337  | 301  | 298  |

| 1891 | 1896 | 1901 | 1906 | 1911 | 1921 | 1926 | 1931 | 1936 |
| ---- | ---- | ---- | ---- | ---- | ---- | ---- | ---- | ---- |
| 257  | 261  | 263  | 287  | 263  | 221  | 213  | 233  | 241  |

| 1946 | 1954 | 1962 | 1968 | 1975 | 1982 | 1990 | 1999 | 2005 |
| ---- | ---- | ---- | ---- | ---- | ---- | ---- | ---- | ---- |
| 282  | 279  | 365  | 348  | 446  | 468  | 644  | 794  | 765  |

| 2006 | 2010 | 2015 | 2020 | 2022 | - | - | - | - |
| ---- | ---- | ---- | ---- | ---- | - | - | - | - |
| 773  | 810  | 814  | 898  | 893  | - | - | - | - |

### Cultes
Gouy appartient à la paroisse catholique Saint-Paul du Mesnil – Plateau de Boos qui fait partie du doyenné Rouen-Nord de l'archidiocèse de Rouen.

## Culture locale et patrimoine

### Lieux et monuments
- [style à revoir]Gouy possède une grotte pariétale magdalénienne, c'est-à-dire ornée, voire azilienne (10 000 à 12 000 ans environ) appelée grotte de Gouy. Malgré son classement au titre des monuments historiques, elle est menacée de destruction. Avec celle d'Orival (Seine-Maritime), sa proche voisine, tout aussi peu étudiée, elle semble être une des grottes les plus septentrionales de ce type en Europe continentale à ce jour (deux grottes anglaises ont été découvertes récemment encore plus au nord). Elle ne peut être visitée. Voir « Histoire de la Normandie, préhistoire et antiquité ».
- L'église paroissiale Saint-Pierre[30].
- Les maisons bourgeoises au centre du village, ainsi que le colombier[31] dans une propriété en lisière de forêt, constituent un intérêt architectural [réf. nécessaire].
- if du cimetière  Site classé (1932). Âgé d'environ 700 ans. Il est décrit le 6 juin 1930 ainsi : « l’If du cimetière de Gouy, du sexe mâle, est encore bien vigoureux. […] Le tronc, complètement creux, est privé d’une partie de sa périphérie. Il mesure à un mètre du sol, une circonférence de 5,50 m[…]. La hauteur totale de l’arbre est de 12,50 m environ »[32].Photographie ancienne du Château de Gouy

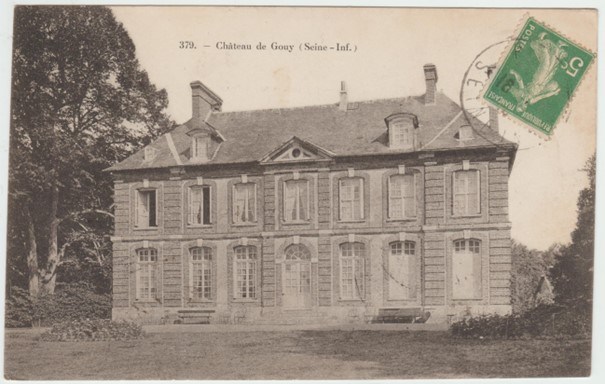
Photographie ancienne du Château de Gouy

### Personnalités liées à la commune
- Jean Pierre Prosper Godart de Belbeuf, grand panetier de Normandie, commanditaire du château de Gouy[33].

### Héraldique
| Blason de Gouy | Blason  | ' coupé :au 1) d’argent aux deux clefs de sable passées en sautoir, au 2) d’azur aux trois pains d’or posés en pal et ordonnés 2 et 1. |
| Blason de Gouy | Détails | Le statut officiel du blason reste à déterminer.                                                                                       |